# 埃里克·J·鲁宾
埃里克·J·鲁宾（英語：Eric J. Rubin）是一位美国微生物学家和传染病学家，毕业于塔夫茨大學，曾任哈佛大学公共卫生学院免疫学和传染病学系主任，2019年起担任新英格兰医学杂志（New England Journal of Medicine）總編輯。